# Luis Sera
Luis Sera Navarro (ルイス・セラ・ナヴァッロ?)  es un personaje de la serie de videojuegos de survival horror Resident Evil creada por la compañía japonesa Capcom. Fue presentado como personaje secundario en Resident Evil 4 (2005) y luego apareció en su remake de 2023. Es un biólogo que ayuda al protagonista Leon S. Kennedy en su misión de rescatar a la hija del presidente de los Estados Unidos, Ashley Graham.
Debido a la popularidad de la adaptación de Peter Jackson durante el desarrollo del juego, el artista Masaki Yamanaka creó y diseñó a Luis para que se pareciera a Aragorn de J. R. R. Tolkien de El Señor de los Anillos. Luis recibió críticas mixtas de publicaciones de videojuegos en el lanzamiento original del videojuego, con varios periodistas criticando su diálogo donde sexualiza a Ashley, pero su rediseño y recaracterización en el remake de 2023 de Resident Evil 4 recibió elogios de los críticos.

## Concepto y diseño
Luis Sera fue uno de los varios personajes creados por el artista Masaki Yamanaka para el juego Resident Evil 4 (2005). Según Yamanaka, las adaptaciones de Peter Jackson todavía eran populares durante el desarrollo de Resident Evil 4, y como tal, quería que Luis se pareciera a Aragorn de El Señor de los Anillos de J. R. R. Tolkien para rivalizar con el protagonista Leon S. Kennedy como «el hombre más atractivo del juego». En una entrevista con el productor Hiroyuki Kobayashi, afirmó que Leon salva a Luis, pero sigue siendo una figura confusa.
En japonés, Kenjirō Tsuda le puso su voz en el remake de Resident Evil 4. Keiichi Wada realizó su captura de movimiento en Resident Evil 4. La apariencia de Luis está basada en el modelo de rostro Meddy en el remake de Resident Evil 4.

## Apariencia
Luis apareció por primera vez en Resident Evil 4 (2005) como un investigador español, que está familiarizado con el pueblo donde se desarrolla el juego. Anteriormente trabajó con el líder de culto Osmund Saddler, investigando y desarrollando los parásitos controladores mentales conocidos como «Las Plagas». Después de descubrir las malas intenciones de Saddler con respecto a los parásitos, Luis intenta sabotear los planes del culto. Se encuentra con Leon después de que ambos son capturados por los aldeanos, y revela que es un expolicía de Madrid que se sintió insatisfecho con su trabajo. A pesar de ayudar a Leon durante todo el juego, Luis es finalmente asesinado por Saddler antes de que pueda entregar una muestra de Las Plagas.
Luis reaparece en el remake de 2023 de Resident Evil 4 con un rol ampliado que brinda más detalles sobre su pasado y su nombre completo. También aparece en las tarjetas del videojuego móvil Teppen (2019), agregadas al juego en su expansión «Haunted by Memories». En los medios de tarjetas coleccionables impresas, aparece en el juego producido por Bandai Resident Evil: The Deck Building Game.

## Recepción
Thomas McNulty de Screen Rant lo describió como uno de los personajes secundarios memorables de Resident Evil 4. Saim Cheeda de TheGamer también lo elogió como uno de los mejores compañeros, señalando que sirve como aliado situacional de Leon en Resident Evil 4, lo cual es «refrescante». Cheeda cree que sus frases ingeniosas y su capacidad para llegar a tiempo lo convierten en una personalidad extraordinaria. La aparición de Luis en el remake de Resident Evil 4 de 2023 recibió reacciones polarizadas de los fanáticos. Tras su revelación en el Resident Evil Showcase de Capcom, su aparición dividió a los fanáticos. Algunos fanáticos apreciaron su rediseño, mientras que otros han notado que es completamente diferente de su apariencia anterior, comparándolo con el luchador de la WWE Seth Rollins, y algunos lo etiquetan de «feo». Sin embargo, los críticos posteriores al lanzamiento elogiaron el remake por su representación de Luis: Jade King de TheGamer lo describió como un «favorito de los fanáticos» y una «estrella inesperada» del juego. Elijah Beahm de DualShockers se refirió a él como uno de los mejores del juego. Según Beahm, él es el ejemplo perfecto de un «gran NPC aliado» que salva ciertas situaciones en el remake con su pura personalidad, asegurándose de que el jugador tenga algo que esperar entre «las riñas con cara rígida de Leon».
En un análisis académico, la académica Adriana Falqueto Lemos argumentó que la apariencia exagerada, el acento y el habla de Luis Sera son parte de la representación ficticia de lo que puede ser un español, sin nada extraño. Además, afirmó que «hay proyectos ideológicos, aunque no sean intencionados, que hacen prevalecer determinadas ideas de lo social y lo real a través de la fabricación de videojuegos, así que ¿por qué elegir retratar a un español de una manera y no de otra?». La construcción de los personajes no jugables es un ejemplo de cómo la «inconsistencia diegética espacial y temporal» de Resident Evil 4 se representa en sus localizaciones, según el estudioso Andrei Nae. Como afirma Nae, Luis es un policía madrileño y un hábil biólogo que encarna al estereotipo del mexicano del siglo XIX en las películas del Oeste estadounidenses del siglo XX.
Una frase de Luis sexualizando la apariencia de Ashley Graham durante su primer encuentro —«Veo que el presidente también ha equipado a su hija con balística»— generó reacciones generalmente desfavorables por parte de los periodistas.  Jason Wojnar de TheGamer la criticó y la describió como «mala comedia». Jons Holstrom de Dread Central lo describió como «vergonzoso» y «asqueroso». Agregó que Luis hace comentarios «suaves», «pero ese cliché del personaje se usa demasiado y no es efectivo. Él puede ser genial sin ser un mujeriego casual».En Resident Evil 4 VR de 2021, se eliminó la línea de Luis en la escena. Después de la eliminación de la línea en el remake de 2023 de Resident Evil 4, algunos fanáticos realizaron un bombardeo de reseñas del juego acusándolo de «wokeísmo».